# Луганський природний заповідник
Луга́нський приро́дний запові́дник НАН Украї́ни — природоохоронна організація, що підпорядкована Відділенню загальної біології НАН України, до відома якої входять 4 природоохоронні території України, розташовані на території Луганської області. Заповідник створено з метою збереження у природному стані типових та унікальних для степової ландшафтної зони природних комплексів.

## Історія
Заповідник «Стрільцівський степ», що входить до складу ЛПЗ, створено ще 1923 року. Він проіснував як окрема організація до бл. 1960 р., після чого був включений до складу Українського степового заповідника НАН України. Надалі, 1968 року, при створенні ЛПЗ його було виведено зі складу Українського степового і передано до новоствореного ЛПЗ.
Луганський заповідник АН УРСР створено згідно з постановою Ради Міністрів УРСР від 12 листопада 1968 р. № 568 у складі двох відділень — «Станично-Луганське» (494 га — Станично-Луганський р-н) та «Стрільцівський степ» (494 га — Міловський р-н).
Ще за 7 років, згідно з Розпорядженням Ради Міністрів УРСР від 22 грудня 1975 р. № 1003-р було створено третє відділення заповідника — «Провальський степ» (587,5 га — Свердловський р-н).
Указом Президента України від 21 квітня 2004 р. № 466 площу заповідника було розширено за рахунок відділення Стрільцівський степ у Міловському р-ні.
Відділення Трьохізбенський степ було створено у Словʼяносербському і Новоайдарському р-нах у відповідності з указом Президента України № 1169\2008 від 17 грудня 2008 р.
В даний час заповідник включає чотири відділення загальною площею 5403,0179 га: Станично-Луганське (498 га), Стрільцівський степ (1036,5164 га), Провальський степ (587,5 га), Трьохізбенський степ (3281 га), які репрезентують усі основні типи ландшафтів, рослинності і фаунистичних комплексів та є ключовими об´єктами збереження та моніторингу природних комплексів сходу України.
В результаті подій, повяʼзаних з конфліктом на Донбасі, станом на 1 січня 2015 р. відділення Провальский степ опинилось на тимчасово окупованій території (під контролем «ЛНР»), інші відділення залишились на території, підконтрольній Україні, із них відділення Станично-Луганське і Трьохізбенський степ — на лінії розмежування.

## Біота

### Флора

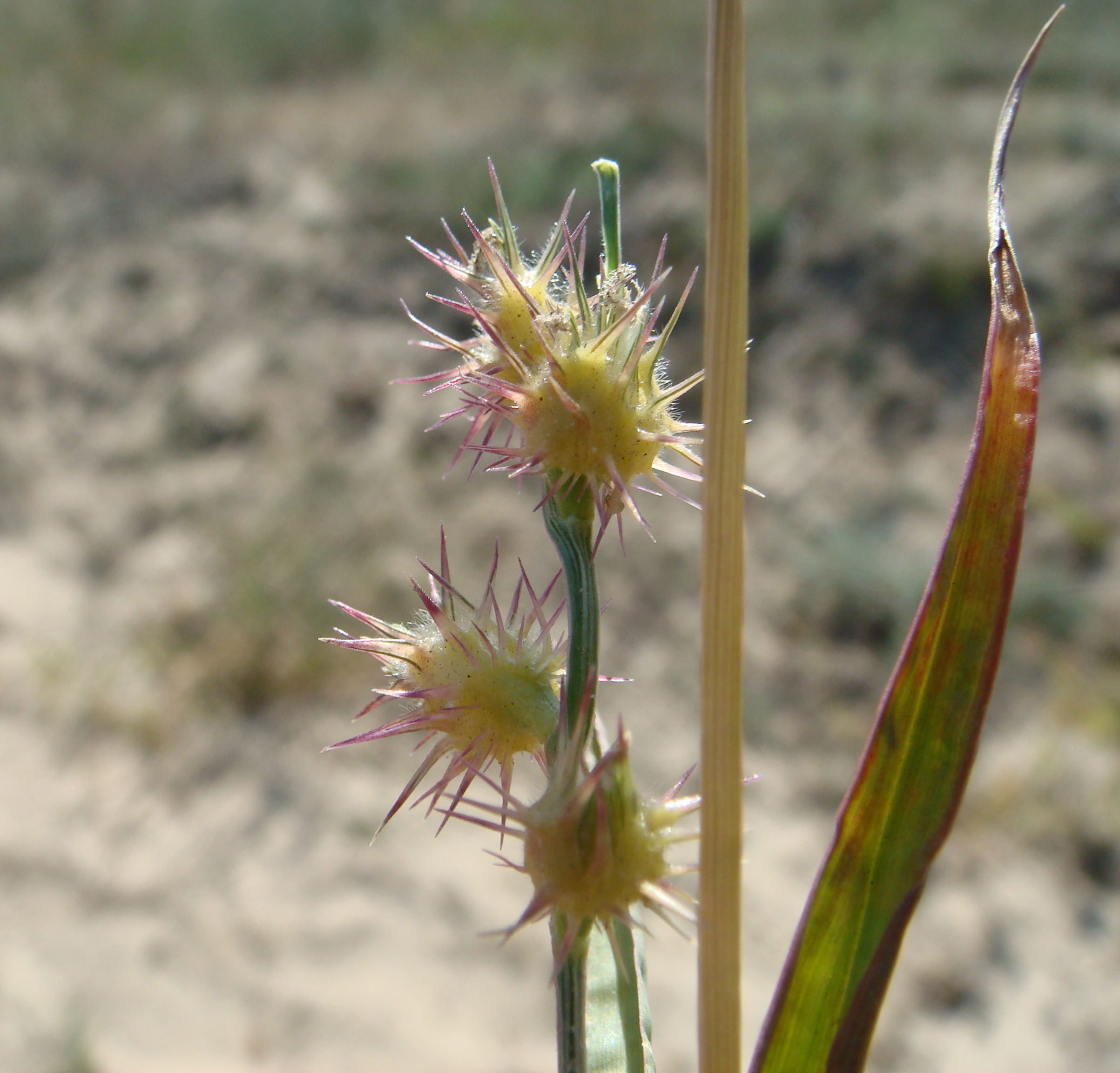
Cenchrus pauciflorus — один з відомих чужорідних видів у флорі заповідника

Загальна кількість природної флори заповідника нараховує 1862 види, з них флора судинних рослин — 1135 видів, мохоподібних — 30 видів, зелених водоростей — 178 видів, лишайників — 25 видів. Тут зростають також 494 види грибів. У флорі заповідника нараховується 186 ендемічних видів.
У Луганському природному заповіднику охороняються 15 видів рослин, занесених до Європейського червоного списку, 41 вид, занесений до Червоної книги України, 4 види, занесені до Додатку 1 Бернської конвенції. До Зеленої книги України занесено 15 формацій рослинних угруповань, з них — 12 степових та 3 водних.

### Фауна
Вид-символ заповідника — бабак степовий (Marmota bobak).
Загальна кількість видів природної фауни заповідника нараховує приблизно 2634 види тварин, у тому числі павукоподібних — орієнтовно 250, комах — 2000 видів. З хребетних тварин тут мешкають 1 вид круглоротих, 46 — риб, 9 -земноводних, 10 — плазунів, 245 — птахів, 66 видів ссавців. З них до Європейського червоного списку віднесено 28 видів, до Червоної книги України — 102 види, 196 видів належать до тих, що підлягають особливій охороні згідно з Бернською конвенцією.

## Режим охорони
Режим охорони здійснюється у відповідності з вимогами Закону України «Про природно-заповідний фонд України». Але є й порушення.На прилеглій до відділення «Трьохізбенський степ» території влітку 2014 р. проводилися геологорозвідувальні роботи із застосуванням важкої техніки. У «Провальському степу» з початку 1990-х років проводився контрабандний перевіз з Росії в Україну бензину, в «Станично-Луганському філіалі» восени — масовий незаконний захід грибників, нерідко заїжджає сторонній транспорт. Зараз, у зв′язку з воєнними діями, «Провальський степ» залишився на території, тимчасово непідконтрольній Україні.

## Відділення
- Стрільцівський степ
- Станично-Луганське
- Провальський степ
- Трьохізбенський степ